# Vilém Teklý
Vilém Teklý (11. února 1848 Červený Hrádek u Kouřimi – 22. července 1925 Praha) byl český pedagog, agrární odborník a politik, poslanec Českého zemského sněmu a Říšské rady.

## Biografie
Studoval na brněnské technice a na hospodářském ústavu v Uherských Starých Hradech. Působil pak jako profesor střední hospodářské školy v Černovicích v Bukovině. Od roku 1886 byl ředitelem střední hospodářské školy v Hracholuskách a zemské hospodářské školy v nedaleké Roudnici nad Labem. Zasedal v ředitelství Ústřední hospodářské společnosti. Vydal odborné publikace o zemědělství a politický spis. Koncem 19. století se uvádí jako člen ústředního sboru zemědělské rady.
V roce 1881 získal v doplňovací volbě místo dosavadního poslance Václava Jandy mandát poslance Českého zemského sněmu za mladočeskou stranu. Mandát obhájil i ve zemských volbách roku 1895. V zemském sněmu setrval do roku 1901. V rámci mladočeské strany náležel k umírněnému křídlu a byl uznáván jako odborník na agrární a národohospodářské otázky. V některých otázkách se ovšem se svou stranou rozcházel. Již počátkem 80. let například na rozdíl od mladočeské oficiální linie nebyl proti vydání plošného zákazu dělení selských hospodářství (takzvaný selský fideikomis). Zatímco strana takové návrhy odmítala jako narušování majetkových práv, Teklý uznával racionalitu záměru nedovolit drobení pozemkové držby na neefektivní výměry. V lednu 1896 na zemském sněmu předložil návrh na povinné spolčování rolnictva, který měl po vzoru živnostenských komor vytvořit reprezentativní stavovskou organizaci českých zemědělců. Mladočeská strana si od toho slibovala podchycení agrárního hnutí. Návrh nebyl ale přijat a naopak vyvolal mezi rolníky jisté pobouření.
Ve volbách roku 1891 se stal i poslancem Říšské rady (celostátní zákonodárný sbor), kde zastupoval kurii venkovských obcí, obvod Mladá Boleslav, Nymburk atd. Mandát obhájil za týž okrsek i ve volbách roku 1897. Ve vídeňském parlamentu setrval do konce funkčního období sněmovny, tedy do roku 1901. Toho roku se pokoušel o obhajobu mandátu, ale porazil ho agrárník Karel Prášek.
Zemřel 22. července 1925 v Praze na Královských Vinohradech a byl pohřben na Vinohradském hřbitově.